# Ossidazione avanzata
Con ossidazione avanzata o AOPs (dall'inglese Advanced Oxidation Processes, processi di ossidazione avanzata) si indica un insieme di processi ossidativi avanzati per la depurazione delle acque.

## Meccanismo
I processi di ossidazione avanzata per la depurazione delle acque reflue sono contraddistinti dalla formazione in acqua di radicali ossidrili, di natura fortemente ossidante.
Evidenze sperimentali hanno dimostrato che nell'applicazione di AOPs la capacità di ossidazione di numerosi composti organici è molto più veloce ed efficiente di quella dei più diffusi processi di disinfezione.
I processi AOPs più diffusi sono quelli che prevedono l'impiego di:
- H2O2/UV (perossido di idrogeno e raggi ultravioletti)
- O3/UV (ozono e raggi ultravioletti)
- H2O2/O3
- H2O2/O3/UV
- Processo Fenton
- Processo foto-Fenton.

Per quanto riguarda i primi quattro processi, il meccanismo che li regola è simile: agenti ossidanti, perossido di idrogeno e ozono vengono immessi nell'acqua contaminata e attivati con luce ultravioletta per formare il radicale ossidrile, dalle caratteristiche fortemente ossidanti:
O3/H2O2+UV → 3(OH·)
Il radicale ossidrile reagisce con gli agenti inquinanti disciolti, dando il via ad una rapida sequenza di reazioni ossidanti che portano alla definitiva e completa ossidazione dei contaminanti.
Il processo Fenton, e analogamente il foto-Fenton, è espresso dalla reazione:
H2O2+Fe2+ → OH·+OH-+Fe3+
Consiste nella produzione di radicali ossidrili (OH·) dalla decomposizione del perossido di idrogeno, grazie alla presenza di sali ferrosi.
È applicato con buoni risultati in soluzioni acide (pH compreso nell'intervallo 3-5), ed è controllato anche dal rapporto Fe2+:H2O2 e dal contenuto in Fe2+.

## Tipi di impianti
Dal punto di vista impiantistico, i sistemi che prevedono l'impiego di ozono e perossido sono costituiti da:
- Generatore di ozono
- Reattore UV
- Reattore catalizzatore
- Assorbitore di ozono e serbatoio di ossidazione
- Distruttore di ozono esausto
- Dispositivo di monitoraggio dell'ozono disciolto.

## Applicazioni
I trattamenti AOPs danno buoni risultati nell'applicazione ad acque contenenti composti organici volatili (COV), idrocarburi policiclici aromatici (PAHs), policloro bifenili (PCBs), alcool ed etere.
I processi AOPs hanno una vasta gamma di applicazioni, in particolare per l'ossidazione di composti refrattari, riduzione di TOC e COD presenti nei seguenti processi:
- Bonifica acque/riuso/riciclo
- Forniture acque potabili
- Reflui civili e industriali
- Acque di processo
- Industrie elettroniche e farmaceutiche.

Trovano largo impiego anche in impianti di uso civile quali: piscine, bagni medicinali, sanatori e ospedali.

## Vantaggi
Il principale vantaggio di questi processi è rappresentato dal fatto che si tratta di tecnologie di trattamento applicabili in situ: non sono richiesti trasferimenti di materiale, con conseguenti precauzioni e aggravi economici per il trasporto.